# Knalgas

Toepassing van knalgas (kalklicht)

Knalgas is een explosief mengsel van waterstofgas (H2) en zuurstofgas (O2) in de volumeverhouding 2:1. Als knalgas aangestoken wordt, reageren waterstofgas en zuurstof met elkaar: een chemische reactie, waarbij water (H2O) wordt gevormd. De oxidatie van waterstofgas door zuurstof is sterk exotherm, er komt veel energie bij vrij: 286 kilojoule per mol waterstof; de verbrandingsreactie verloopt dan ook explosief.
{\displaystyle {\ce {2H2 + O2 -> 2H2O}}}

## Bereiding
In een laboratorium is knalgas gemakkelijk te maken door elektrolyse. Daarbij wordt een elektrische stroom door water gevoerd en ontstaan waterstofgas en zuurstofgas in de 2:1-verhouding. Gewoonlijk plaatst men daarvoor twee elektroden in water, dat iets aangezuurd is (een iets verlaagde pH), om de elektrische geleidbaarheid te vergroten. Het opborrelende knalgas is op te vangen in een ondersteboven gehouden reageerbuisje. 
{\displaystyle {\ce {2H2O -> 2H2 ^ + O2 ^}}}

## Explosiegevaar
Doordat knalgas een optimale mengverhouding heeft van de reactieve componenten reageert het zeer explosief. Zelfs een boterhamzakje (ca. 1 liter) met knalgas veroorzaakt al een explosie die wonden kan veroorzaken.